# Lista över svältkatastrofer under 1800-talet
Detta är en lista över större svältkatastrofer under 1800-talet. 

## Lista
| År/månad  | Beskrivning                          | Plats               | Dödstal (uppskattat) |
| --------- | ------------------------------------ | ------------------- | -------------------- |
| 1816      | Året utan sommar                     | Norra halvklotet    |                      |
| 1846–1852 | Den stora svälten på Irland          | Irland              |                      |
| 1867–1869 | Missväxtåren 1867–1869               | Sverige och Finland |                      |
| 1867–1869 | Nordkinesiska hungersnöden 1876-1879 | Norra Kina          |                      |
| 1896–1902 | Svält i Indien                       | Indien              |                      |

### Fotnoter
1. ↑  Late Victorian Holocausts